# Jean Nicolas Sébastien Allamand

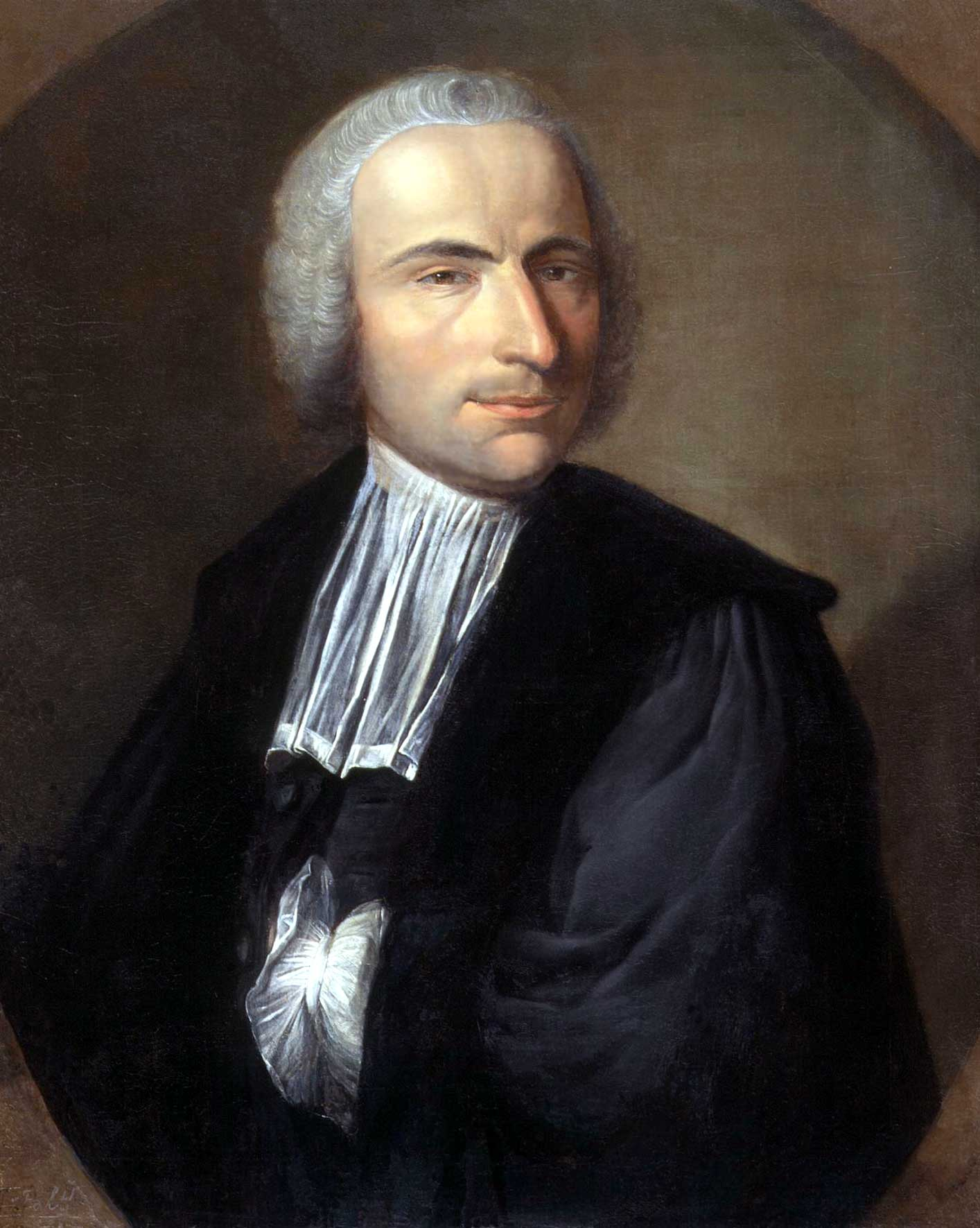
Jean Nicolas Sébastien Allamand

Jean Nicolas Sébastien Allamand auch: Johannes Nicolaus Sebastianus Allamand (* 18. September 1713 in Lausanne; † 2. März 1787 in Leiden) war ein Schweizer Naturwissenschaftler.

## Leben
Er war Sohn des Rektors des Gymnasiums in Lausanne. Sein jüngerer Bruder Francois Louis Allamand (1709–1784) war Theologe sowie Professor für Griechisch und Ethik in Lausanne. Er war der Onkel von Frédéric-Louis Allamand.
Nach einem Studium der Theologie an der Universität Lausanne wurde Jean Nicolas Sébastien Allamand dort 1736 unter die Kandidaten des Predigtamtes aufgenommen. Danach bereiste er die Niederlande, wo er sich seinen Lebensunterhalt als Hauslehrer bei einigen Familien verdiente. Darunter waren unter anderem zwei Söhne von Willem Jacob ’s Gravesande, welcher ihn für die Naturwissenschaften begeisterte. Daher nahm er 1740 an der Universität Leiden ein erneutes Studium auf. Nach dem Tod von Gravesande gab er ab 1742 seine Werke heraus.
1755 kam er für die Professur der Philosophie an der Illustren Schule in Deventer in Betracht, jedoch bekam Nicolaus Heinecken (1719–1782) den Vorzug. In jene Zeit fallen seine Untersuchungen zur Elektrizität, insbesondere zur Leidener Flasche. Am 3. März 1747 wurde er Professor der Philosophie an der Universität Franeker und erhielt dort am 3. April 1748 die Ehrendoktorwürde der Philosophie. Am 1. Februar 1749 erhielt er eine Berufung an die Universität Leiden als Professor der Philosophie und Mathematik, welche Aufgabe er am 30. Mai 1749 mit der Antrittsrede de vero philosopho übernahm. 1751 erhielt er den Auftrag ein Kabinett für Naturwissenschaftliche Geschichte einzurichten, welches der Vorläufer des naturwissenschaftlichen Museums in Leiden wurde.
Es wurde 1753 der Leitung seines Assistenten Johannes le Francq van Berkhey übertragen. Am 19. September 1761 wurde er zudem Professor der experimentellen Physik, was er bis zu seiner 1784 erfolgten Emeritierung blieb. Zudem beteiligte er sich auch an den organisatorischen Aufgaben der Hochschule und war 1759/60 Rektor der Alma Mater, welche Aufgabe er mit der Rede de Philosophia recentiore niederlegte. Er war seit 1747 Mitglied der Royal Society in London und seit 1754 der Gesellschaft der Wissenschaften in Haarlem. 1769 wurde er Mitglied der Académie des sciences in Paris. Viele eigene Werke hat er nicht veröffentlicht. Vielmehr ist er als Übersetzer von Werken anderer Gelehrter in Erscheinung getreten und als Herausgeber von Gravesands Schriften.
Seine Ehe mit Margaretha Crommelin (Crommelyn) blieb kinderlos. Seine Witwe heiratete 1790 den Schweizer Miniaturmaler und Unternehmer Johann Heinrich von Hurter.

## Werke
- Memoire contenant diverses experiences d’ electricite. Leiden 1748.
- Oratio de vero philosopho. Leiden 1749.
- Pensées anti-philosophique. 1751.
- Album amicorum. 1752.
- Specimen botanicum de Geraniis. 1759.

Herausgeberschaften
- Elemens de Chymie par Herman Boerhaave. Amsterdam 1752, Band 1 (books.google.de).
- Oeuvres philosophiques et mathématiques de M.G.J.'s Gravesande. Amsterdam 1774.

## Weblink
- Paul-Emile Pilet: Allamand, Jean-Nicolas-Sébastien. In: Historisches Lexikon der Schweiz.